# Jane Grey
Jane Grey, även kallad niodagarsdrottningen, och möjlig försvenskning Johanna av England, född 1536 eller under första hälften av 1537, troligen på Dorset House i London, död (avrättad) den 12 februari 1554 i Towern i London, var tekniskt sett engelsk regent som sextonåring mellan den 10 och den 19 juli 1553, men hon blev aldrig krönt och räknas inte alltid in i Englands regentlängd. Hon blev regent då hertigen av Northumberland i enlighet med Edvard VI:s testamente försökte kringgå Maria I:s successionsrätt i syfte att undvika att England återvände till den katolska kyrkan. Planen misslyckades och Maria utropades till drottning, medan Jane dömdes till döden. 
Jane hörde till huset Tudor; hennes mormors far var Henrik VII av England. Jane Grey lyfts ofta fram som ett exempel på renässansens nya syn på kvinnlig bildning, och hennes levnadsöde har legat till grund för många senare romantiserade skildringar. Hennes död har beskrivits som ett protestantiskt martyrskap, en tolkning som hon själv försökte befordra.

## Tidig levnad

### Härkomst och barndom
Jane var äldsta dotter till hertigen Henry Grey och hans hustru lady Frances Brandon. Hon föddes troligen på Dorset House vid the Strand i London. Förr angavs hennes födelsedatum vanligen till oktober 1537, men den senaste forskningen visar på att hon antagligen föddes tidigare: sent 1536 eller tidigt 1537. Jane fick två yngre systrar, lady Katherine Grey och lady Mary Grey. En bror, Henry, som fötts före Jane, avled som nyfödd. Janes mor, lady Frances, var dotter till Maria Tudor, yngre syster till Henrik VIII, och var alltså Edvard VI:s kusin. Således tillhörde systrarna Grey huset Tudor genom sin mor. 
Janes far, hertigen av Suffolk, var son till Thomas Grey, 1:e markis av Dorset, som vunnit Henrik VIII:s gunst genom att vittna om att äktenskapet mellan Artur, prins av Wales och Katarina av Aragonien fullbordats, ett faktum han sade sig känna till genom att ha tillhört Arturs uppvaktning under bröllopsnatten. Detta vittnesmål gynnade Henriks försök att upplösa sitt äktenskap med Katarina av Aragonien för att kunna gifta om sig med Anne Boleyn. Genom att ställa sig bakom Henrik i hans uppbrott från den katolska sidan, sällade sig familjen Grey till de framstående engelska familjer som stöttade den engelska reformationen.
Henry Greys beslut att avstå från ett tidigare gifte som erbjudits honom, med dottern till earlen av Arundel, för att istället uppnå ett äktenskap med en medlem av det kungliga huset, har av historiker ofta setts som ett tecken på politisk ambition.

### Fostran och utbildning
Jane, liksom hennes systrar, fick en mycket omfattande utbildning, och studerade latin, grekiska och hebreiska såväl som flera moderna språk. Genom den utbildning hon fick, och på grund av inflytandet från hennes lärare, utvecklades Jane till en varmt troende protestant. Även detta faktum har tolkats som ambition, till exempel har många historiker pekat på att denna fostran kan ha varit en förberedelse för kungligt äktenskap. En möjlighet som lyfts fram har varit att Janes föräldrar så småningom ville se henne som gemål till den jämnårige Edvard VI.
Janes barndom har ofta skildrats som svår. Traditionellt har modern Frances Brandon beskrivits som en kvinna som behandlade sina barn grymt, då fysisk såväl som psykisk misshandel tillhörde de verktyg som Frances har anklagats för att ha använt i avsikt att stärka de barn hon enligt många skildringar betraktade som svaga och i behov av en fast hand. I avsaknad av kärleksfulla föräldrar ska Jane ha vänt sig till böckerna och studierna för att få glädje och bekräftelse. Enligt den framstående läraren från Cambridge, Roger Ascham, skall Jane ha sagt:
| ” | När jag befinner mig i fars och mors sällskap, oavsett om jag talar, är tyst, sitter, står eller går, äter, dricker, är lycklig eller sorgsen, syr, spelar, dansar eller gör något annat, måste jag göra det på varje sätt så perfekt som när Gud skapade världen, om jag inte skall få utstå sådant hån och sådan grym behandling, ja till och med slag, nyp och örfilar att jag kunde tro att jag befann mig i helvetet. | „ |

I modern forskning har det dock föreslagits att detta perspektiv på Janes barndom snarare bottnar i en vilja att romantisera förhållandet mellan lady Frances i rollen som ”den onda drottningen och Jane som snövit” och en brist på förståelse för den tidiga renässansens syn på föräldraansvar. De samtida dokumenten visar på att lady Frances hyste varm kärlek till sina döttrar, som hon lade stor möda på att sörja för.
År 1546, när Jane var mindre än tio år gammal, skickades hon iväg för att uppfostras som skyddsling hos Katarina Parr, som gift sig med Henrik VIII 1543. Här lärde Jane känna sina kungliga släktingar: Edvard, Maria och Elisabet, Henrik VIII:s barn. Drottning Katarina var en förnuftig, moderlig kvinna som hade mycket god hand med barn, och Jane var inget undantag.

## Äktenskapsförhandlingar och äktenskap

### Myndling på Sudeley
| Änkedrottning Katarina Parr (1512–1548). |  | Thomas Seymour, som köpte sig rätten att agera som Janes förmyndare. |
| Änkedrottning Katarina Parr (1512–1548). |  | Thomas Seymour, som köpte sig rätten att agera som Janes förmyndare. |

Efter att Henrik VIII avlidit, gifte Katarina Parr om sig med Thomas Seymour, baron av Sudeley. Thomas Seymour var missnöjd med det faktum att hans bror, Edward Seymour, blivit riksföreståndare, Lord Protector, och därmed den ledande ministern i den unge kungens omyndighetsregering, medan han själv bara på nåder utsågs till medlem av kungens Privy Council. Giftermålet med änkedrottningen var därför ett steg mot ökad makt, och parets gemensamma önskan att skaffa sig inflytande över de kungliga barnens liv var ytterligare ett. Henrik VIII:s äldsta dotter Maria bjöds att komma och bo på Sudeley, men hon tackade indignerat nej med hänvisning till vad hon uppfattade som en omoralisk brådska från änkedrottningens sida att ingå ett nytt äktenskap. Den yngre dottern Elisabet flyttade dock till Sudeley, tillsammans med Jane Grey. Detta efter att Thomas Seymour lyckats övertala Jane Greys far att få köpa rätten att agera som Janes förmyndare, för summan av 2 000 pund.
I änkedrottningens hushåll fortsatte Janes utbildning, och hon visade sig ha ett sådant intellekt att Roger Ascham och William Grindal, som båda hade undervisat Elisabet och den unge kung Edvard, uttalade att Jane var dem båda överlägsen – trots att både Elisabet och Edvard ansågs vara extremt studiebegåvade. Elisabet och Jane stod inte varandra nära trots att de bodde i samma hushåll. Till viss del kan detta förklaras av åldersskillnaden mellan de båda flickorna, men forskare har även påpekat att det kan ha rått en viss konkurrens dem emellan, både vad gällde studieprestationer och änkedrottningens kärlek. När Elisabet tidigt år 1548 skickades bort från hushållet sedan Katarina hade upptäckt att hennes make hade visat ett otillbörligt intresse för den kungliga skyddslingen, som kunde uppfattas som en del av en uppvaktning, blev Jane den enda av de kungliga arvtagarna som kvarstod under Katarinas och Thomas Seymours inflytande. Händelsen kan ha lett till att cementera en motvilja mellan Elisabet och Jane.
Thomas Seymours plan var att försöka få Jane trolovad med den unge kungen, Edvard VI av England, men Thomas bror Edward Seymour, som var riksföreståndare, motsatte sig detta vilket utlöste en kraftig konflikt mellan bröderna. År 1548 födde Katarina Parr en dotter, Mary, och avled några dagar senare i barnsängsfeber. Lady Jane deltog i änkedrottningens begravning som främsta sörjande, och spelade därmed en framträdande roll vid den första kungliga begravning som hölls enligt protestantisk gudstjänstordning i England.
Thomas Seymour försökte skaffa sig en särställning hos den unge kungen, bland annat genom att smuggla in fickpengar åt den av brodern Edward hårt hållne pojken, eftersom han fortfarande hyste förhoppningar om att kunna få ett äktenskap till stånd mellan sig själv och Elisabet. Dessa planer kom dock till Privy Councils kännedom och Seymour arresterades. Elisabet förhördes om sina intentioner med Seymour, men nekade bestämt till att ha diskuterat ett äktenskap med honom, då det enligt engelsk lag vore högförräderi för en medlem av det kungliga huset att gifta sig utan kronans tillåtelse. Hennes tjänare, Kat Ashley och Thomas Parry, erkände dock att de kände till att Seymour hyst sådana planer, men det framkom aldrig att Elisabet skulle ha varit delaktig.
Seymour halshöggs efter att ha befunnits skyldig till högförräderi år 1549. Hans bror Edward kom senare också att avrättas för högförräderi, efter en kupp utförd av John Dudley, hertig av Northumberland.
För Jane Greys räkning innebar detta att den relativa friheten hos Seymour byttes ut mot att återbördas till de striktare förhållandena i det egna föräldrahemmet. Historiker har också påpekat att denna händelse troligtvis gjorde Jane medveten om att det kunde vara farligt att intrigera kring kronan, i engelsk tradition kallat "Circa Regna tonat", ungefär "det stormar runt tronen", efter en dikt av Thomas Wyatt om händelserna vid Henrik VIII:s hov.

### Vägen mot tronen

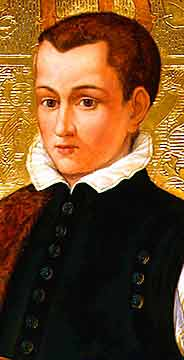
Guildford Dudley, Janes make.

Enligt Henrik VIII:s testamente skulle Edvards halvsyster Maria vara laglig arvinge om Edvard skulle avlida utan egen avkomma. Det är känt att familjen Grey vid denna tid fortfarande umgicks med prinsessan Maria och vid flera tillfällen gästade henne i hennes residens, trots att hon vid denna tid blivit nav för det katolska motståndet mot Edvards religiösa reformer, som stöddes av bland annat Janes far. Både lady Frances och Maria bör ha förstått att det kunde vara klokt att uppehålla vänskapliga förbindelser, med tanke på det politiskt känsliga läget, kungens unga ålder och de religiösa motsättningarna. Att Jane, trots sin intelligens och utbildning, fortfarande var ung nog att glömma att uppträda diplomatiskt framgår av att vittnen berättat att hon, vid ett besök hos Maria i Beaulieu, ifrågasatte att en av Marias hovdamer neg för hostian. Hovdamen svarade att hon neg för den närvarande Kristus varpå Jane replikerade att hon tyckte att det var märkvärdigt att Kristus kunde vara närvarande i ett bröd som bagaren precis bakat. Vid denna tid brevväxlade Jane med flera lärda män, varav några tillhörde den grupp reformivrare som från kontinenten kom att påverka den engelska reformationen, bland andra Johann Konrad Ulmer och Heinrich Bullinger. De brev hon skrev författades på grekiska och latin, var präglade av protestantisk ideologi och väckte stor beundran för hennes lärdom. När brevväxlingen med Johann Ulmer inleddes var Jane tretton år gammal.
Jane var under en tid påtänkt att förlovas med Edward Seymours son, men efter Edwards fall förlorade denna plan sin attraktionskraft. Förslaget att viga Jane vid hertigen av Northumberlands fjärde son, Guildford Dudley, ska enligt William Cecil snarare ha kommit från earlen av Northampton och dennes hustru, än från lady Frances Brandon, vilket annars har varit en teori som ofta lyfts fram av historiker. Northampton hade lämnat sin första hustru för att gifta om sig med sin älskarinna och han hade beviljats skilsmässa av kungens Privy Council, en skilsmässa som antagligen skulle ha ogiltigförklarats av den katolska Maria, varför han hade ett starkt motiv för att stödja planerna att förhindra att Maria ärvde tronen.
Janes far var inledningsvis emot detta äktenskap då Dudley som sin hustrus överhuvud skulle bli den praktiska utövaren av hennes makt och inflytande, som därmed skulle försvinna från ätten Grey. Northumberland och Northampton lyckades dock att med löften om makt och rikedom locka Grey att acceptera förslaget. Enligt vissa historiker ansåg Jane att Guildford Dudley var en arrogant översittare och det har hävdats att Jane tillkännagav att hon hellre skulle leva sitt liv som ungmö än gifta sig med honom, men hon tvingades att finna sig i arrangemanget. Bröllopet ägde rum på Durham House den 21 maj 1553, vid samma tillfälle vigdes Janes syster Catherine och Henry Herbert, 2:e earl av Pembroke, son till earl William Herbert. Sentida forskning har visat att Edvard VI, genom att tillskynda dessa äktenskap, försökte bygga garantier för att bevara Englands protestantiska kungadöme. Englands frälsning var för honom viktigare än att respektera fadern Henrik VIII:s testamente, som uttryckligen utnämnt Edvards halvsyster Maria till Edvards lagliga arvinge om han skulle avlida utan egen avkomma. När Edvard VI dog den 6 juli 1553 vid sexton års ålder hade han ”försäkrat att han hade gjort sin plikt, att helvetets portar inte skulle bestå medan den gode biskopen Nicholas Ridley berättade för folkmassorna vid St Paul's Cross att Jane måste utses som den rättmätiga drottningen.”

## Englands drottning

### Drottning i nio dagar

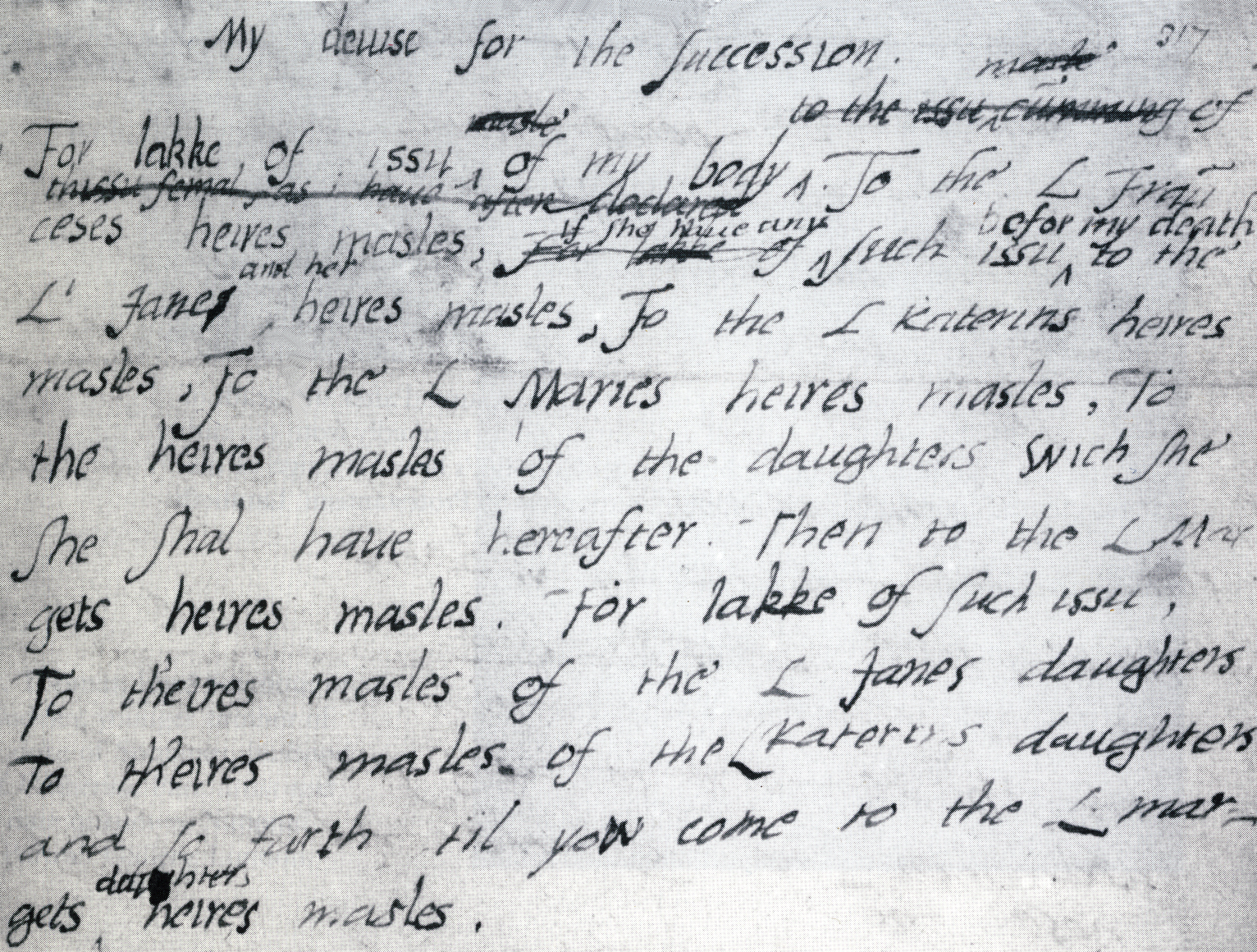
I sin ”Anordning för tronföljden” ville Edvard förbigå sina halvsystrars anspråk på tronen till fördel för lady Jane Grey. På fjärde raden har han ändrat ”L Janes heires masles” till ”L Jane and her heires masles”.

Eftersom Janes företrädare, Edvard VI av England, hade varit minderårig, styrdes England vid hans död av en riksföreståndare, Lord Protector, hertigen av Northumberland. Hertigens ambition har av historiker ofta uttolkats som att vinna den engelska kronan för sin släkt. Huruvida han förmådde den unge och sjuklige Edward att utesluta sina halvsystrar, Maria och Elisabet, från tronföljden och istället utse Jane Grey till sin efterträdare på tronen, eller om detta skedde utifrån den unge kungens eget initiativ är fortfarande omtvistat. Den anordning Edvard lät upprätta där han utsåg Jane Grey och hennes efterkommande till tronarvingar undertecknades av hela kungens Privy Council, ärkebiskopen av Canterbury Thomas Cranmer, och tjugotvå av rikets pärer, som därtill svor att med sina liv garantera att anordningen skulle följas.
När Edvard avled den 6 juli 1553 accepterade Jane kronan och utsågs till drottning. Hon blev aldrig krönt, men hon företog en högtidlig procession genom London och bosatte sig i den kungliga våningen i Towern, där alla monarker brukade bo under tiden strax före sin kröning, och där hon mottog ambassadörer och sina lorders trohetsbetygelser sittande på en tron under en tronhimmel. Hon vägrade att gå med på att maken utsågs till kung genom äktenskap och gav honom i stället titeln hertig av Clarence. Om hon hade lyckats etablera sin rätt till tronen och därigenom givit ätten Suffolk kronan hade Elisabet I:s möjlighet att bli regent försvunnit. I den traditionella historieskrivningen har Jane oftast utmålats som ett motvilligt offer för sina manliga släktingars makthunger. Den senaste forskningen har dock visat på att Jane uppfostrats till att inta en ledande roll, att hon präglats av att tro på sin egen betydelse som kunglig ledargestalt för reformationen, och att många källor vittnar om att hon själv beslutsamt agerade under sina nio dagar som drottning, ibland tvärtemot sin manliga släktingars önskemål.
Det visade sig emellertid att Maria I av England hade folkets stöd. Den grupp soldater, ledd av hans egen son Robert, som Northumberland skickat ut för att arrestera henne kom för sent, och Maria hade redan flytt till ett säkrare område och samlat en armé. Som dotter till den mycket populära Katarina av Aragonien, och av sin far utnämnd till Edvards rättmätiga arvinge, var det Maria folket ställde sig bakom. Lorderna i London kände snart vartåt vinden blåste, och när man utsåg Northumberland till att leda den armé man sände för att möta Maria var det inte i hopp om att han skulle segra, utan för att få honom ur vägen så att man snarast skulle kunna överge drottning Jane och istället utropa Maria till drottning. Northumberland märkte snart att hans soldater deserterade, och istället för att få stöd i de städer han kom till stängdes stadsportarna för honom. I Bury St. Edmunds nåddes han av besked om att kronrådet övergivit Jane och ställt sig bakom Maria, varvid Northumberland övergav armén och flydde. Londons borgmästare utropade Maria till Englands drottning 19 juli. Jane Grey och hennes man arresterades. De dömdes båda till döden för högförräderi.

### Död och eftermäle

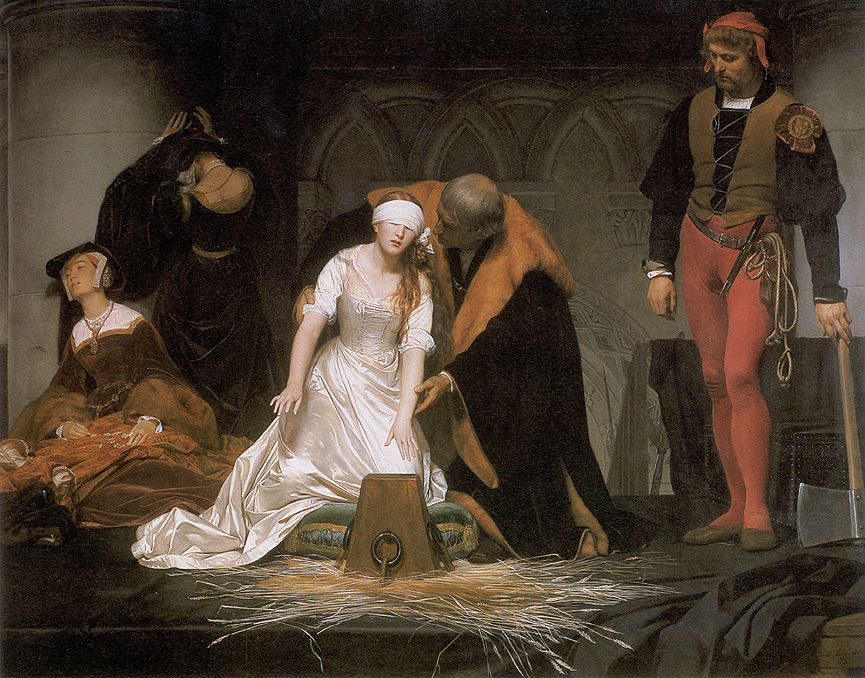
”Lady Jane Greys avrättning”, målning av Paul Delaroche (1833).

Efter att hennes dödsdom fallit förefaller Jane ha inriktat sig på att låta sin död framstå som ett protestantiskt martyrskap. När hennes svärfar Northumberland i ett försök att rädda sitt liv återvände till den katolska tron, tog Jane offentligt avstånd från detta. Inför vittnen citerade hon Bibeln och menade att Northumberland skulle bli fördömd för att ha avfallit från den evangeliska läran: ”Den som förnekar Honom inför människor, skall icke få känna Honom i Hans Faders rike”.
Hon skrev ett brev till en av sina tidigare lärare, Thomas Hadding, som hade varit en företrädare för protestantismen men avfallit till den katolska tron. I brevet benämner Jane den katolska nattvarden som ”satanisk kannibalism” och kallar alla att sluta upp i ett Kristi krig mot det ”katolska tjyvpacket”. Tillsammans med det brev Jane senare skrev till sin lillasyster Katherine, där hon framhäver att hon dör som protestantisk martyr och manar sin då trettonåriga syster att glädjas åt detta och också själv leva sitt liv så att hon förbereder sig att kunna dö för Kristus, publicerades detta brev efter Janes död och spreds av de reformerta i hela Europa. Janes brev har av historiker kallats det främsta samtida angreppet på Maria I:s regering.
Jane, Guildford och Janes far, hertigen av Suffolk, avrättades året därpå i Towern, efter att ett uppror till Janes förmån lett av Thomas Wyatt d.y. hade slagits ned. Guildford avrättades först. Jane Grey dömdes till att brännas på bål enligt straffet för kvinnor dömda för högförräderi, men Maria hade godkänt att straffet skulle omvandlas till halshuggning. Drottning Maria gav order om att avrättningen inte skulle vara offentlig, utan ske i avskildhet av respekt för Jane och hennes kungliga härkomst. Jane uppförde sig enligt vittnen lugnt och värdigt vid avrättningen. Hon förlät enligt seden sin bödel, och sade till honom: ”Jag ber er om att döda mig snabbt”. Hon fick sina ögon förbundna, och kunde därför inte se stupstocken då hon skulle lägga sig till rätta. Ett ögonblick tappade hon därför behärskningen och ropade: ”Säg vad jag skall göra! Var är den?” Hennes far avrättades strax därefter.
I John Foxes Book of Martyrs beskrivs Janes betydelse som reformert martyr, och de brev Jane skrev före sin död till fadern, systern Katherine och den från protestantismen avfallne Harding återges. Härigenom vann Janes ställning och inflytande hävd. Foxes skildring har sedan legat till grund för otaliga skildringar av Janes öde, inte minst under viktoriansk tid.
Jane Greys liv har skildrats i ett flertal filmer. Hon har spelats av Nina Vanna i Lady Jane Grey; Or, The Court of Intrigue (1923), Nova Pilbeam i Tudor Rose (1936), och Helena Bonham Carter i Lady Jane (1986). Jane Grey förekommer även i Mark Twains roman Prinsen och tiggargossen; i filmatiseringar därav har hon spelats av bl.a. Jane Asher och Sophia Myles.

## Anfäder

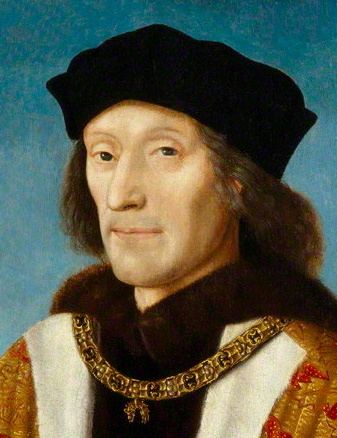
Henrik VII av England var Jane Greys mormors far.

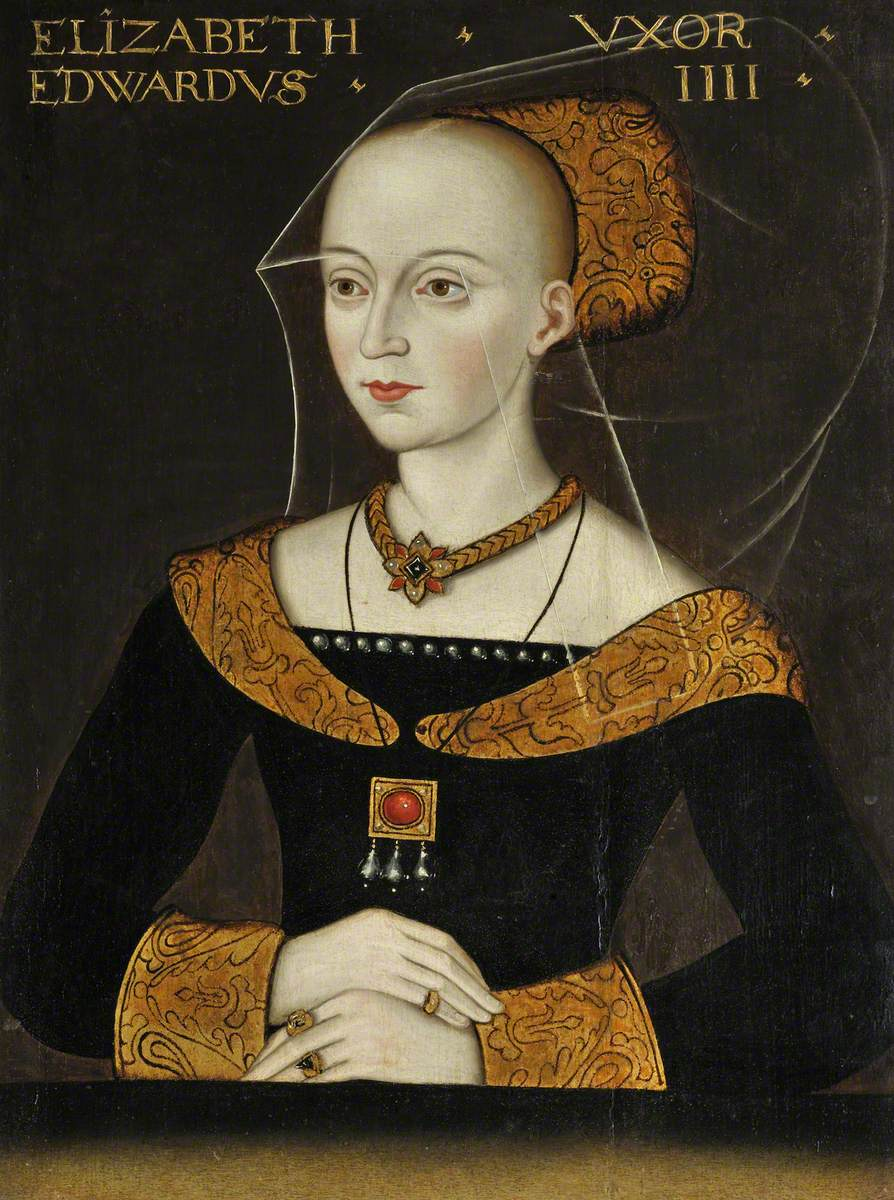
Elizabeth Woodville var Jane Greys farfars farmor och hennes mormors mormor.

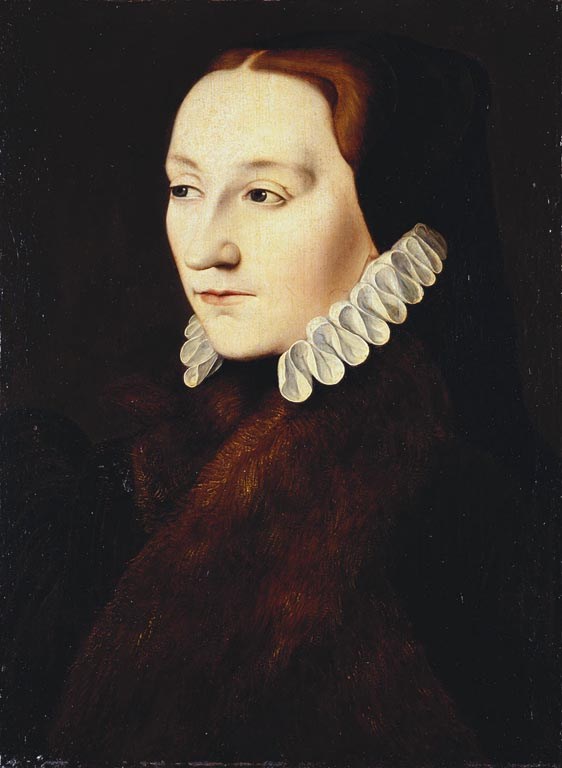
Möjligen Frances Grey, hertiginna av Suffolk, Jane Greys mor.

|           |  |  |  |  |  |  |  |                                     |  |  |  |  |  |  |  |                                        |  |  |  |  |  |  |  |                                           |  |  |  |  |  |  |  | John Grey av Groby                     |
|           |  |  |  |  |  |  |  |                                     |  |  |  |  |  |  |  |                                        |  |  |  |  |  |  |  |                                           |  |  |  |  |  |  |  |                                        |
|           |  |  |  |  |  |  |  |                                     |  |  |  |  |  |  |  |                                        |  |  |  |  |  |  |  | Thomas Grey, 1:e markis av Dorset         |  |  |  |  |  |  |  |                                        |
|           |  |  |  |  |  |  |  |                                     |  |  |  |  |  |  |  |                                        |  |  |  |  |  |  |  |                                           |  |  |  |  |  |  |  |                                        |
|           |  |  |  |  |  |  |  |                                     |  |  |  |  |  |  |  |                                        |  |  |  |  |  |  |  |                                           |  |  |  |  |  |  |  | Elizabeth Woodville                    |
|           |  |  |  |  |  |  |  |                                     |  |  |  |  |  |  |  |                                        |  |  |  |  |  |  |  |                                           |  |  |  |  |  |  |  |                                        |
|           |  |  |  |  |  |  |  |                                     |  |  |  |  |  |  |  | Thomas Grey, 2:e markis av Dorset      |  |  |  |  |  |  |  |                                           |  |  |  |  |  |  |  |                                        |
|           |  |  |  |  |  |  |  |                                     |  |  |  |  |  |  |  |                                        |  |  |  |  |  |  |  |                                           |  |  |  |  |  |  |  |                                        |
|           |  |  |  |  |  |  |  |                                     |  |  |  |  |  |  |  |                                        |  |  |  |  |  |  |  |                                           |  |  |  |  |  |  |  | William Bonville, 6:e baron Harington  |
|           |  |  |  |  |  |  |  |                                     |  |  |  |  |  |  |  |                                        |  |  |  |  |  |  |  |                                           |  |  |  |  |  |  |  |                                        |
|           |  |  |  |  |  |  |  |                                     |  |  |  |  |  |  |  |                                        |  |  |  |  |  |  |  | Cecily Bonville, 7:e baronessan Harington |  |  |  |  |  |  |  |                                        |
|           |  |  |  |  |  |  |  |                                     |  |  |  |  |  |  |  |                                        |  |  |  |  |  |  |  |                                           |  |  |  |  |  |  |  |                                        |
|           |  |  |  |  |  |  |  |                                     |  |  |  |  |  |  |  |                                        |  |  |  |  |  |  |  |                                           |  |  |  |  |  |  |  | Katherine Neville, baronessan Hastings |
|           |  |  |  |  |  |  |  |                                     |  |  |  |  |  |  |  |                                        |  |  |  |  |  |  |  |                                           |  |  |  |  |  |  |  |                                        |
|           |  |  |  |  |  |  |  | Henry Grey, 1:e hertig av Suffolk   |  |  |  |  |  |  |  |                                        |  |  |  |  |  |  |  |                                           |  |  |  |  |  |  |  |                                        |
|           |  |  |  |  |  |  |  |                                     |  |  |  |  |  |  |  |                                        |  |  |  |  |  |  |  |                                           |  |  |  |  |  |  |  |                                        |
|           |  |  |  |  |  |  |  |                                     |  |  |  |  |  |  |  |                                        |  |  |  |  |  |  |  |                                           |  |  |  |  |  |  |  | Nicholas Wotton                        |
|           |  |  |  |  |  |  |  |                                     |  |  |  |  |  |  |  |                                        |  |  |  |  |  |  |  |                                           |  |  |  |  |  |  |  |                                        |
|           |  |  |  |  |  |  |  |                                     |  |  |  |  |  |  |  |                                        |  |  |  |  |  |  |  | Richard Wotton                            |  |  |  |  |  |  |  |                                        |
|           |  |  |  |  |  |  |  |                                     |  |  |  |  |  |  |  |                                        |  |  |  |  |  |  |  |                                           |  |  |  |  |  |  |  |                                        |
|           |  |  |  |  |  |  |  |                                     |  |  |  |  |  |  |  |                                        |  |  |  |  |  |  |  |                                           |  |  |  |  |  |  |  | Elizabeth Bamburgh                     |
|           |  |  |  |  |  |  |  |                                     |  |  |  |  |  |  |  |                                        |  |  |  |  |  |  |  |                                           |  |  |  |  |  |  |  |                                        |
|           |  |  |  |  |  |  |  |                                     |  |  |  |  |  |  |  | Margaret Wotton                        |  |  |  |  |  |  |  |                                           |  |  |  |  |  |  |  |                                        |
|           |  |  |  |  |  |  |  |                                     |  |  |  |  |  |  |  |                                        |  |  |  |  |  |  |  |                                           |  |  |  |  |  |  |  |                                        |
|           |  |  |  |  |  |  |  |                                     |  |  |  |  |  |  |  |                                        |  |  |  |  |  |  |  |                                           |  |  |  |  |  |  |  | Henry Belknap                          |
|           |  |  |  |  |  |  |  |                                     |  |  |  |  |  |  |  |                                        |  |  |  |  |  |  |  |                                           |  |  |  |  |  |  |  |                                        |
|           |  |  |  |  |  |  |  |                                     |  |  |  |  |  |  |  |                                        |  |  |  |  |  |  |  | Anne Belknap                              |  |  |  |  |  |  |  |                                        |
|           |  |  |  |  |  |  |  |                                     |  |  |  |  |  |  |  |                                        |  |  |  |  |  |  |  |                                           |  |  |  |  |  |  |  |                                        |
|           |  |  |  |  |  |  |  |                                     |  |  |  |  |  |  |  |                                        |  |  |  |  |  |  |  |                                           |  |  |  |  |  |  |  | Margaret Knollys                       |
|           |  |  |  |  |  |  |  |                                     |  |  |  |  |  |  |  |                                        |  |  |  |  |  |  |  |                                           |  |  |  |  |  |  |  |                                        |
| Jane Grey |  |  |  |  |  |  |  |                                     |  |  |  |  |  |  |  |                                        |  |  |  |  |  |  |  |                                           |  |  |  |  |  |  |  |                                        |
|           |  |  |  |  |  |  |  |                                     |  |  |  |  |  |  |  |                                        |  |  |  |  |  |  |  |                                           |  |  |  |  |  |  |  | William Brandon                        |
|           |  |  |  |  |  |  |  |                                     |  |  |  |  |  |  |  |                                        |  |  |  |  |  |  |  |                                           |  |  |  |  |  |  |  |                                        |
|           |  |  |  |  |  |  |  |                                     |  |  |  |  |  |  |  |                                        |  |  |  |  |  |  |  | William Brandon                           |  |  |  |  |  |  |  |                                        |
|           |  |  |  |  |  |  |  |                                     |  |  |  |  |  |  |  |                                        |  |  |  |  |  |  |  |                                           |  |  |  |  |  |  |  |                                        |
|           |  |  |  |  |  |  |  |                                     |  |  |  |  |  |  |  |                                        |  |  |  |  |  |  |  |                                           |  |  |  |  |  |  |  | Elizabeth Wingfield                    |
|           |  |  |  |  |  |  |  |                                     |  |  |  |  |  |  |  |                                        |  |  |  |  |  |  |  |                                           |  |  |  |  |  |  |  |                                        |
|           |  |  |  |  |  |  |  |                                     |  |  |  |  |  |  |  | Charles Brandon, 1:e hertig av Suffolk |  |  |  |  |  |  |  |                                           |  |  |  |  |  |  |  |                                        |
|           |  |  |  |  |  |  |  |                                     |  |  |  |  |  |  |  |                                        |  |  |  |  |  |  |  |                                           |  |  |  |  |  |  |  |                                        |
|           |  |  |  |  |  |  |  |                                     |  |  |  |  |  |  |  |                                        |  |  |  |  |  |  |  |                                           |  |  |  |  |  |  |  | Henry Bruyn                            |
|           |  |  |  |  |  |  |  |                                     |  |  |  |  |  |  |  |                                        |  |  |  |  |  |  |  |                                           |  |  |  |  |  |  |  |                                        |
|           |  |  |  |  |  |  |  |                                     |  |  |  |  |  |  |  |                                        |  |  |  |  |  |  |  | Elizabeth Bruyn                           |  |  |  |  |  |  |  |                                        |
|           |  |  |  |  |  |  |  |                                     |  |  |  |  |  |  |  |                                        |  |  |  |  |  |  |  |                                           |  |  |  |  |  |  |  |                                        |
|           |  |  |  |  |  |  |  |                                     |  |  |  |  |  |  |  |                                        |  |  |  |  |  |  |  |                                           |  |  |  |  |  |  |  | Elizabeth Darcy                        |
|           |  |  |  |  |  |  |  |                                     |  |  |  |  |  |  |  |                                        |  |  |  |  |  |  |  |                                           |  |  |  |  |  |  |  |                                        |
|           |  |  |  |  |  |  |  | Frances Grey, hertiginna av Suffolk |  |  |  |  |  |  |  |                                        |  |  |  |  |  |  |  |                                           |  |  |  |  |  |  |  |                                        |
|           |  |  |  |  |  |  |  |                                     |  |  |  |  |  |  |  |                                        |  |  |  |  |  |  |  |                                           |  |  |  |  |  |  |  |                                        |
|           |  |  |  |  |  |  |  |                                     |  |  |  |  |  |  |  |                                        |  |  |  |  |  |  |  |                                           |  |  |  |  |  |  |  | Edmund Tudor, 1:e earl av Richmond     |
|           |  |  |  |  |  |  |  |                                     |  |  |  |  |  |  |  |                                        |  |  |  |  |  |  |  |                                           |  |  |  |  |  |  |  |                                        |
|           |  |  |  |  |  |  |  |                                     |  |  |  |  |  |  |  |                                        |  |  |  |  |  |  |  | Henrik VII av England                     |  |  |  |  |  |  |  |                                        |
|           |  |  |  |  |  |  |  |                                     |  |  |  |  |  |  |  |                                        |  |  |  |  |  |  |  |                                           |  |  |  |  |  |  |  |                                        |
|           |  |  |  |  |  |  |  |                                     |  |  |  |  |  |  |  |                                        |  |  |  |  |  |  |  |                                           |  |  |  |  |  |  |  | Margaret Beaufort                      |
|           |  |  |  |  |  |  |  |                                     |  |  |  |  |  |  |  |                                        |  |  |  |  |  |  |  |                                           |  |  |  |  |  |  |  |                                        |
|           |  |  |  |  |  |  |  |                                     |  |  |  |  |  |  |  | Maria Tudor (drottning av Frankrike)   |  |  |  |  |  |  |  |                                           |  |  |  |  |  |  |  |                                        |
|           |  |  |  |  |  |  |  |                                     |  |  |  |  |  |  |  |                                        |  |  |  |  |  |  |  |                                           |  |  |  |  |  |  |  |                                        |
|           |  |  |  |  |  |  |  |                                     |  |  |  |  |  |  |  |                                        |  |  |  |  |  |  |  |                                           |  |  |  |  |  |  |  | Edvard IV av England                   |
|           |  |  |  |  |  |  |  |                                     |  |  |  |  |  |  |  |                                        |  |  |  |  |  |  |  |                                           |  |  |  |  |  |  |  |                                        |
|           |  |  |  |  |  |  |  |                                     |  |  |  |  |  |  |  |                                        |  |  |  |  |  |  |  | Elizabeth av York                         |  |  |  |  |  |  |  |                                        |
|           |  |  |  |  |  |  |  |                                     |  |  |  |  |  |  |  |                                        |  |  |  |  |  |  |  |                                           |  |  |  |  |  |  |  |                                        |
|           |  |  |  |  |  |  |  |                                     |  |  |  |  |  |  |  |                                        |  |  |  |  |  |  |  |                                           |  |  |  |  |  |  |  | Elizabeth Woodville                    |
|           |  |  |  |  |  |  |  |                                     |  |  |  |  |  |  |  |                                        |  |  |  |  |  |  |  |                                           |  |  |  |  |  |  |  |                                        |